# I Don’t Wanna Go to Bed
«I Don’t Wanna Go to Bed» (с англ. — «Я не хочу ложиться спать») — восьмой трек и третий сингл рок-группы Simple Plan с их пятого студийного альбома Taking One for the Team. В записи трека участвовал рэпер Nelly. Он был выпущен на iTunes 15 октября 2015. На данный момент является единственной песней группы, которая не содержит в себе ни одного элемента рок-музыки.

## Видеоклип
На YouTube премьера клипа состоялась 16 октября 2015 одновременно с выходом сингла. Клип представляет собой пародию на популярный сериал «Спасатели Малибу», и на данный момент имеет более двух миллионов просмотров.

## Критика
Песня получила положительные отзывы от Fuse. Ностальгирующие фанаты отрицательно восприняли данную песню.

## Список композиций
1. I Don’t Wanna Go to Bed

## Чарт
| Чарт (2015)                         | Позиция |
| ----------------------------------- | ------- |
| Канада (Billboard Canadian Hot 100) | 54      |
| Canada AC (Billboard)               | 15      |
| Canada CHR/Top 40 (Billboard)       | 17      |
| Canada Hot AC (Billboard)           | 9       |